# Kabupaten Minahasa
Kabupaten Minahasa är ett kabupaten i Indonesien.   Det ligger i provinsen Sulawesi Utara, i den nordöstra delen av landet, 2 200 km öster om huvudstaden Jakarta. Antalet invånare är 310 384.